# Danny Guthrie
Daniel Sean "Danny" Guthrie (Shrewsbury, Shropshire, 1987. április 18. –), angol labdarúgó, jelenleg a Reading játékosa.